# Kathedrale von Coutances

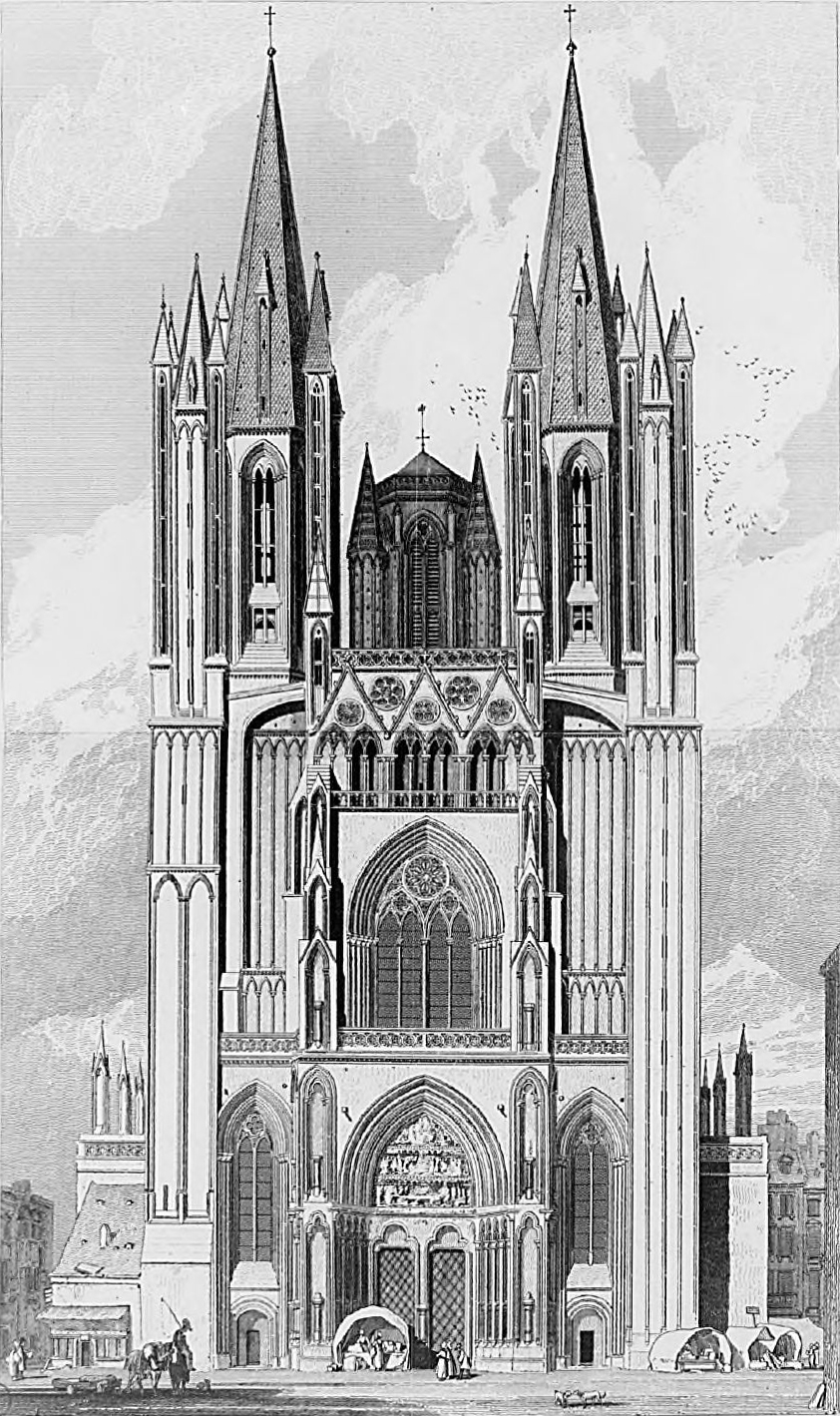
Stich der Kathedrale von Coutances, 1822

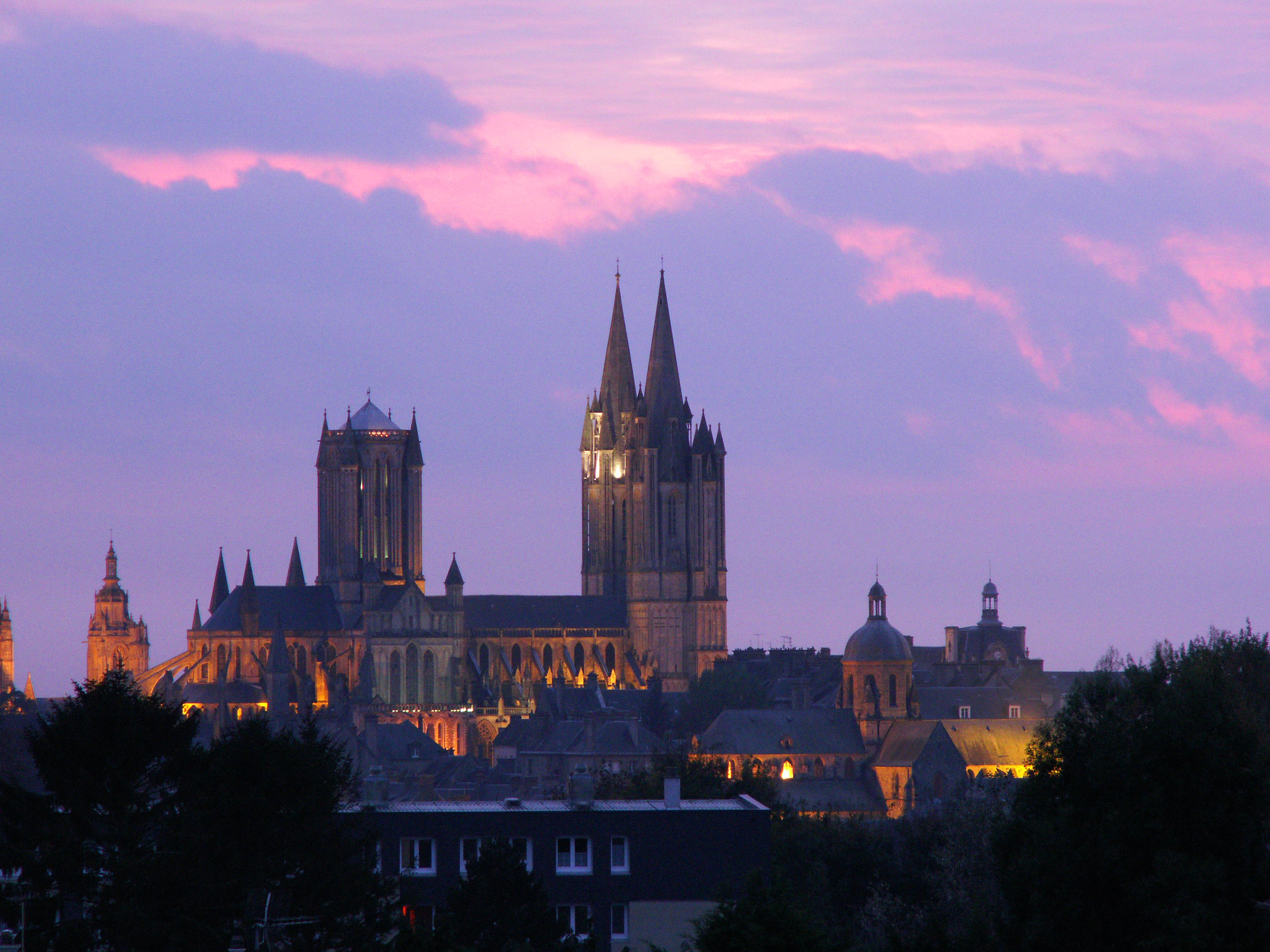
Kathedrale von Norden

Notre-Dame de Coutances ist eine gotische Kathedrale in der französischen Stadt Coutances im Département Manche. Das Kulturdenkmal wurde im Jahr 1862 als Monument historique klassifiziert und unter Denkmalschutz gestellt.

## Geschichte
Die Ursprünge der Kathedrale sind romanisch. Bereits um 1030 ließ Robert, Bischof von Coutances, ein erstes Kirchenschiff erbauen. Nach seinem Tod führte der Bischof Geoffroy de Montbray das Werk weiter, indem er das Schiff am Westende mit zwei hohen Türmen aus heimischem Granit ausstattete und den mächtigen Vierungsturm errichtete.
Unter Bischof Hugues de Morville wurde im ersten Viertel des 13. Jahrhunderts damit begonnen, dem romanischen Bau ein gotisches Aussehen zu verleihen. Die heutige Fassade stammt zum Teil aus dieser Zeit. Die romanischen Türme wurden zur Stabilisierung mit Kalkstein aus der Region umkleidet, hochgezogen und zusätzliche Treppentürme an den äußeren, vorderen Ecken gebaut. Später wurden massive Strebepfeiler davorgesetzt und der Chor entstand neu.

## Beschreibung

### Das Äußere
Die scharfen Formen in der Galerie über den Fenstern, die durch eine gewisse Eckigkeit und Härte gekennzeichnet sind, weisen normannisch-englische Formen auf. Im Innenraum zeigt sich das Gleiche.
An den oberen Langhausfenstern und an der Querhausfassade ist der frühgotische Charakter noch deutlich abzulesen. Die Seitenkapellen haben, wie immer in solchen Fällen, die spätesten Fensterformen, hier die fortgeschrittene Amienser Fassung, das vierbahnige Maßwerk.

### Das Innere

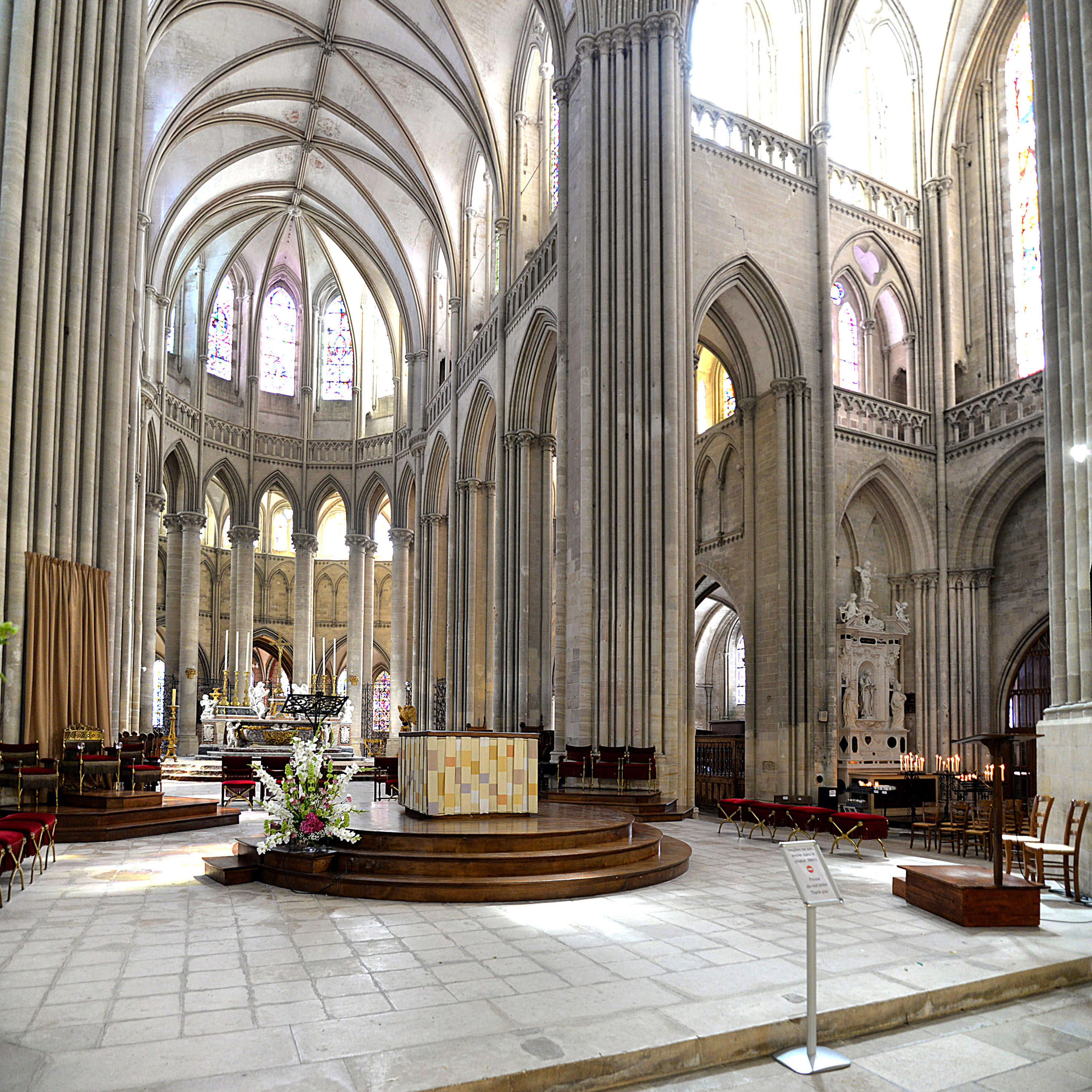
Vierung, Querhaus, Chor: Laufgänge an allen Obergaden

Der Innenraum der Kathedrale von Coutances weist für ein Bauwerk dieser Zeit ungewöhnliche Formen auf. Über den Arkaden liegt ein Triforium, das aber hinter einer kleinen Maßwerkbrüstung zurückgesetzt und lediglich aufgeblendet ist – was allerdings eine spätere Veränderung ist. Die Formgebung des Triforiums zeigt die gleiche Härte wie die entsprechende Form am Außenbau.
Die Fenster des Lichtgadens sind ebenfalls hinter einer Brüstung zurückgesetzt, so dass die Dienste als senkrechtes Element stark in den Vordergrund treten. Das Gegenstück dazu bilden die Brüstungen als ein starkes waagerechtes, architektonisches Element.
Das Innere wird nicht durch das grazile Stützensystem der Hochgotik geprägt, sondern vermittelt dem Betrachter auch heute noch die Schwere normannischer Baukunst. Dies liegt vor allem daran, dass in Coutances kein Neubau errichtet, sondern lediglich eine Neugestaltung vorgenommen wurde, für welche die bereits existierende Bausubstanz des romanischen Vorgängerbaus maßgeblich war.
Während bei der Neugestaltung des Langhauses in der Mitte des 13. Jahrhunderts Rücksicht auf bestehende romanische Elemente genommen wurde, war dies im Fall der Vierung, des Laternenturms und des Chors nicht der Fall. Diese wurden gemäß dem Zeitgeist vollkommen verändert. Aus diesem Grund sind im Chor die Arkaden höher und das Triforium niedriger als im Langhaus. Die Seitenschiffe besitzen keine mehrgeschossige Wand, sondern öffnen sich zu hohen, farbigen Fenstern, so dass das Innere des Langhauses sehr hell wirkt. Wie bei der Kathedrale von Bourges wird das Seitenschiff als Chorumgang weitergeführt und hat im Chor einen eigenen dreiteiligen Wandaufbau. Im Apsisbereich wird der Umgang statt von Pfeilern von Zwillingssäulen abgetrennt, was das Prinzip der Mehrschaligkeit in sehr raffinierter Weise im Säulensystem wiederholt.
Die Achskapelle von Coutances ist durch einen besonderen Zugang vom eigentlichen Kirchenraum getrennt.

### Ausmaße

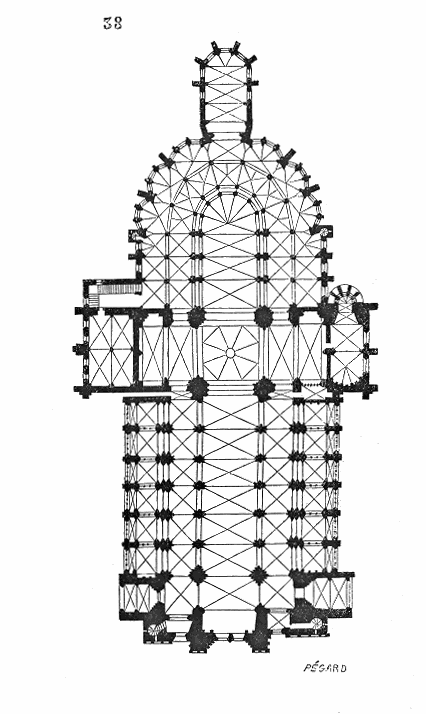
Grundriss

| Außenlänge gesamt                       | 95,17 m |
| Innenlänge gesamt                       | 87 m    |
| Breite gesamt                           | 33,70 m |
| Länge des Langhauses                    | 38,70 m |
| Höhe des Gewölbes im Langhaus           | 21,90 m |
| Breite des Langhauses ohne Stützpfeiler | 8 m     |
| Breite des Langhauses mit Stützpfeilern | 15 m    |
| Außenbreite des Querschiffs             | 31 m    |
| Breite des Querschiffs in der Vierung   | 11 m    |
| Höhe des Vierungsturms                  | 57,45 m |
| Breite des Chors                        | 9,30 m  |
| Gesamtbreite der Apsis                  | 31,15 m |
| Höhe des Südwest-Turms (inkl. Kreuz)    | 75 m    |
| Höhe des Nordwest-Turms (inkl. Kreuz)   | 77 m    |

## Orgel
Die Orgel wurde in den Jahren 1724 bis 1728 durch die Orgelbauer Deslandes und Rohrer (Paris) für die Abteikirche in Savigny-le-Vieux in der Nähe von Mortain mit 44 Registern auf drei Manualen erbaut. 1812 wurde das Instrument durch den Orgelbauer Louis Lair (Le Mans) reorganisiert und in der Kathedrale aufgestellt. 1932 wurde das Instrument umfassend überarbeitet und auch mit Barkermaschinen ausgestattet. Die Orgel hat heute 51 Register auf vier Manualen und Pedal. Die Spiel- und Registertrakturen sind mechanisch.

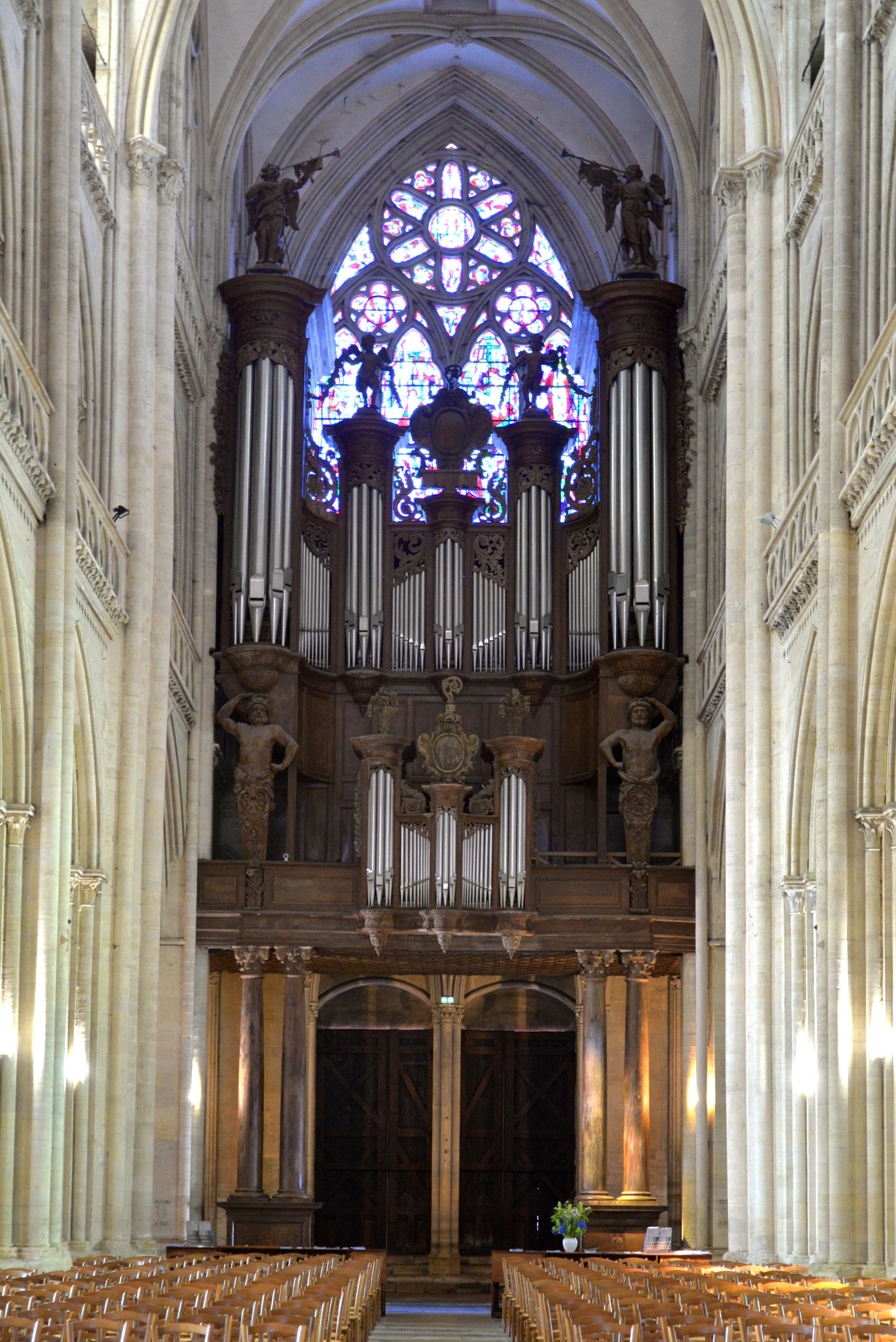
Blick auf die Orgel

| I Positif C–g3 |                 |        |
| 1.             | Montre          | 8′     |
| 2.             | Bourdon         | 8′     |
| 3.             | Dessus de flûte | 8′     |
| 4.             | Prestant        | 4′     |
| 5.             | Nazard          | 2 ⁄3′  |
| 6.             | Doublette       | 2′     |
| 7.             | Tierce          | 1 3⁄5′ |
| 8.             | Larigot         | 1 ⁄3′  |
| 9.             | Fourniture III  |        |
| 10.            | Cymbale III     |        |
| 11.            | Cromorne        | 8′     |

| II Grand Orgue C–g3 |                      |        |
| 12.                 | Bourdon              | 16′    |
| 13.                 | Montre               | 16′    |
| 14.                 | Bourdon              | 8′     |
| 15.                 | Viole de gambe       | 8′     |
| 16.                 | Prestant             | 4′     |
| 17.                 | Flûte                | 4′     |
| 18.                 | Lazard II 2 ⁄3′      |        |
| 19.                 | Doublette            | 2′     |
| 20.                 | Tierce               | 1 3⁄5′ |
| 21.                 | Dessus de Cornet V   |        |
| 22.                 | Grosse Fourniture IV |        |
| 23.                 | Cymbale III          |        |
| 24.                 | 1re Trompette        | 8′     |
| 25.                 | 2e Trompette         | 8′     |
| 26.                 | Voix humaine         | 8′     |
| 27.                 | Clairon              | 4′     |
|                     | Tremblant            |        |

| III Récit expressif C–g3 |                 |     |
| 28.                      | Quintaton       | 16′ |
| 29.                      | Salicional      | 8′  |
| 30.                      | Voix céleste    | 8′  |
| 31.                      | Cor de nuit     | 8′  |
| 32.                      | Prestant        | 4′  |
| 33.                      | Doublette       | 2′  |
| 34.                      | Fourniture IV   |     |
| 35.                      | Basson          | 16′ |
| 36.                      | Basson-Hautbois | 8′  |
| 37.                      | Trompette       | 8′  |
| 38.                      | Clairon         | 4′  |

| IV Echo c0–d3 |            |    |
| 39.           | Bourdon    | 8′ |
| 40.           | Flûte      | 4′ |
| 41.           | Cornet III |    |
| 42.           | Musette    | 8′ |

| Pédale C–f1 |               |         |
| 43.         | Montre        | 16′     |
| 44.         | Soubasse      | 16′     |
| 45.         | Quinte        | 10 2⁄3′ |
| 46.         | Flûte         | 8′      |
| 47.         | Flûte         | 4′      |
| 48.         | Contre-basson | 32′     |
| 49.         | Bombarde      | 16′     |
| 50.         | Trompette     | 8′      |
| 51.         | Clairon       | 4′      |